# Герберт Вальдшмідт
Герберт Вальдшмідт (нім. Herbert Waldschmidt; 10 лютого 1922, Дортмунд — ?) — німецький офіцер-підводник, оберлейтенант-цур-зее крігсмаріне.

## Життєпис
1 грудня 1939 року вступив на флот. З травня 1941 по березень 1942 року пройшов курс підводника. З березня 1942 року — вахтовий офіцер на підводному човні U-564. В квітні-травні 1943 року пройшов курс командира човна. 
З 31 травня 1943 по 30 грудня 1944 року — командир U-146, одночасно в червні-липні 1943 року — помічник інструктора 2-ї навчальної дивізії підводних човнів. 
31 грудня 1944 року направлений на будівництво U-2374, 29 березня 1945 року — U-4719, проте човни не були добудовані.
Командир човна U2540 «Wilhelm Bauer» у складі Військово-морського флоту ФРН.

## Звання
- Кандидат в офіцери (1 грудня 1939)
- Морський кадет (1 травня 1940)
- Фенріх-цур-зее (1 листопада 1940)
- Оберфенріх-цур-зее (1 листопада 1941)
- Лейтенант-цур-зее (1 квітня 1942)
- Оберлейтенант-цур-зее (1 грудня 1943)

## Нагороди
- Нагрудний знак підводника (6.06.1942)
- Залізний хрест 2-го класу (19.09.1942)[3]